# Dalbergia eremicola
Dalbergia eremicola là một loài rau đậu thuộc họ Fabaceae.
Loài này có ở Kenya và Somalia.